# 小行星5669
小行星5669是一颗围绕太阳公转的小行星。1985年2月12日，亨利·德波鸿诺在拉西拉天文台发现了此天体。
这颗小行星的绝对星等为82.05862085000012等。